# Geodia robusta
Geodia robusta är en svampdjursart som beskrevs av Lendenfeld 1907. Geodia robusta ingår i släktet Geodia och familjen Geodiidae. Inga underarter finns listade i Catalogue of Life.